# Lomamyia latipennis
Lomamyia latipennis là một loài côn trùng trong họ Berothidae thuộc bộ Neuroptera. Loài này được Carpenter miêu tả năm 1940.